# استان بریندیزی

استان بریندیزی (به ایتالیایی: Provincia di Brindisi) از استان‌های کشور ایتالیا است. استان بریندیزی در منتهی‌الیه جنوب غربی این کشور قرار دارد. مرکز این استان شهر بریندیزی و زیرمجموعه ناحیه آپولیا است. مساحت این استان ۱٬۸۳۹ کیلومتر مربع و جمعیت آن ۴۰۲٬۲۵۹ نفر است.